# Fernando Nieve
Fernando Alexis Nieve (né le 15 juillet 1982 à Puerto Cabello, Carabobo, Venezuela) est un ancien lanceur droitier des Ligues majeures de baseball.

## Carrière

### Astros de Houston
Fernando Nieve signe son premier contrat professionnel en 1999 avec les Astros de Houston. Il débute en Ligue majeure le 4 avril 2006 avec cette équipe. À sa saison recrue, il est employé tant comme lanceur partant que comme lanceur de relève. Il amorce onze parties des Astros et accomplit le reste de son travail au sein du groupe de releveurs de l'équipe. Il affiche une moyenne de points mérités de 4,20 en 96 manches et un tiers de travail, avec une fiche victoires-défaites de 3-3. Il reçoit une décision gagnante pour la première fois le 2 mai 2006 après une sortie comme partant des Astros face aux Brewers de Milwaukee.
Le droitier vénézuélien doit subir une opération de type Tommy John pour une blessure à l'épaule. Ceci le tient à l'écart du jeu pendant pratiquement toute l'année 2007, durant laquelle on ne voit pas avec les Astros. Il revient au jeu en 2008 et effectue 11 sorties en relève pour Houston, encaissant la défaite à sa seule décision. Il ne totalise que 10 manches et deux tiers lancées et sa moyenne de points mérités est très élevée (8,44). 

### Mets de New York
Le 14 mars 2009, pendant les camps d'entraînement printaniers, Nieve est abandonné au ballottage et réclamé par les Mets de New York. Ses débuts avec sa nouvelle équipe sont convaincants : belle moyenne de points mérités de 2,95 en 36,2 manches lancées en 2009, avec trois victoires contre autant de défaites en huit parties, dont sept comme lanceur partant. Mais une blessure, cette fois au quadriceps, le tient une fois de plus à l'écart du jeu.
Les Mets envisagent de lui confier officiellement le rôle de cinquième partant de leur rotation mais c'est finalement en relève qu'il est le plus employé en 2010. Sa fiche est de 2-4 avec une moyenne élevée de 6,00 en 42 manches lancées. Il travaille en relève dans 39 de ses 40 présences cette année-là pour New York.

### Pittsburgh et Houston
Devenu agent libre, Nieve rejoint en décembre 2010 les Pirates de Pittsburgh, avec qui il signe une entente des ligues mineures, mais il est libéré de son contrat le 22 mars 2011, quelques jours avant le début de la saison régulière. Récupéré par les Astros de Houston, il est assigné aux RedHawks d'Oklahoma City dans la Ligue de la côte du Pacifique, où il passe la saison 2011.

### Dodgers de Los Angeles
Nieve rejoint en décembre 2011 les Dodgers de Los Angeles et est invité à leur entraînement de printemps de 2012. Il passe la saison en ligues mineures à Albuquerque. Le 30 novembre 2012, il signe un contrat avec les Indians de Cleveland.